# National Society of Film Critics Award/Beste Regie

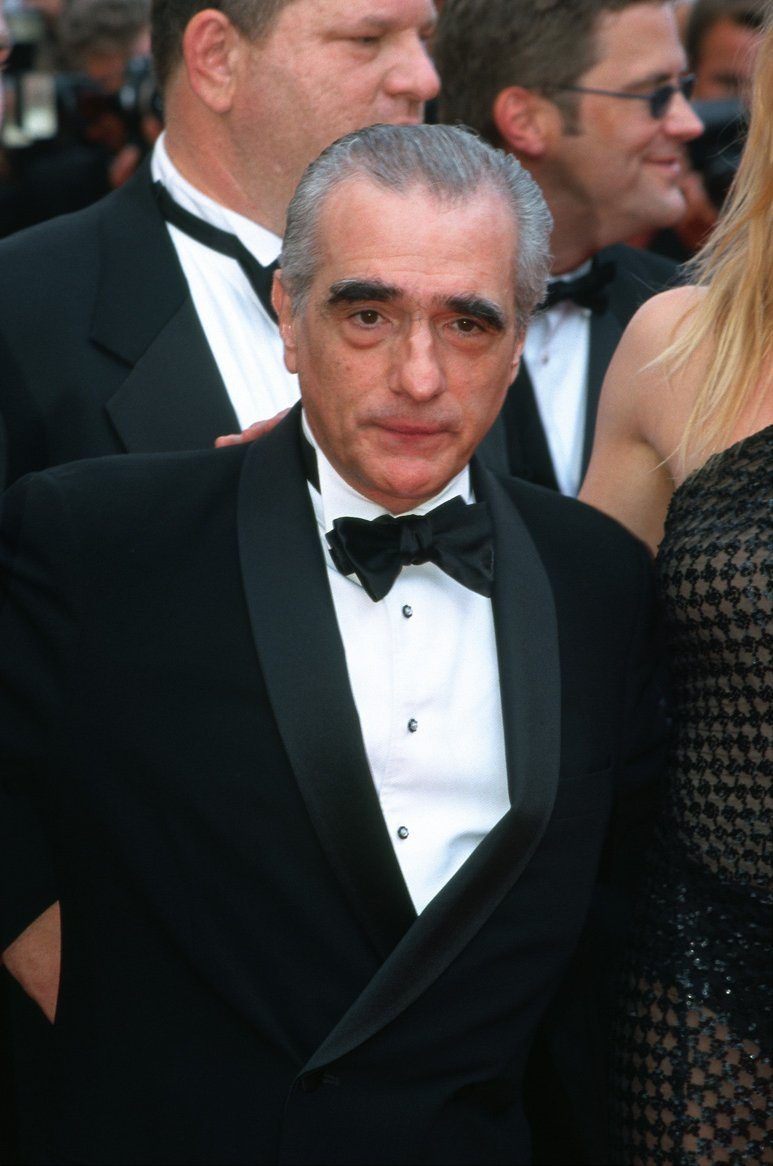
Dreimal mit dem Regiepreis geehrt: der US-Amerikaner Martin Scorsese

Gewinner des Preises der National Society of Film Critics in der Kategorie Beste Regie (Best Director). Die Auszeichnungen werden alljährlich Anfang Januar für die besten Filmproduktionen und Filmschaffenden des zurückliegenden Kalenderjahres präsentiert. 1975 und 1977 fanden jeweils zwei Preisverleihungen im Januar und Dezember statt, woraufhin der National Society of Film Critics Award im Jahr 1976 und 1978 nicht vergeben wurde.
Am erfolgreichsten in dieser Kategorie waren der schwedische Filmregisseur Ingmar Bergman und sein US-amerikanischer Kollege Martin Scorsese, die den Preis je dreimal gewinnen konnten. Neunmal gelang es der Filmkritikervereinigung vorab den Oscar-Gewinner zu präsentieren, zuletzt im Jahr 2020, als sich Chloé Zhao (Nomadland) durchsetzte. Ebenfalls wurden 2010, 2018 und 2019 mit Kathryn Bigelow (Tödliches Kommando – The Hurt Locker) bzw. Greta Gerwig (Lady Bird / Little Women) Frauen ausgezeichnet. 2013 wurde mit dem Österreicher Michael Haneke (Liebe) erstmals ein Regisseur aus dem deutschsprachigen Raum prämiert.
Bei der letzten Preisvergabe im Jahr 2022 gewann Ryūsuke Hamaguchi (Drive My Car und Wheel of Fortune and Fantasy, 46 Punkte) vor Jane Campion (The Power of the Dog, 36 Punkte) und Céline Sciamma (Petite Maman, 28 Punkte).
| Jahr | Preisträger/-in                | Filmtitel                                                        | Deutscher Verleihtitel                       |
| 1967 | Michelangelo Antonioni         | Blowup                                                           | Blow Up                                      |
| 1968 | Ingmar Bergman                 | Persona                                                          | Persona                                      |
| 1969 | Ingmar Bergman                 | Skammen Vargtimmen                                               | Schande Die Stunde des Wolfs                 |
| 1970 | François Truffaut              | Baisers volés                                                    | Geraubte Küsse                               |
| 1971 | Ingmar Bergman                 | En Passion                                                       | Passion                                      |
| 1972 | Bernardo Bertolucci            | Il conformista                                                   | Der große Irrtum                             |
| 1973 | Luis Buñuel                    | Le charme discret de la bourgeoisie                              | Der diskrete Charme der Bourgeoisie          |
| 1974 | François Truffaut              | La nuit américaine                                               | Die amerikanische Nacht                      |
| 1975 | Francis Ford Coppola*          | The Godfather – Part II                                          | Der Pate – Teil II                           |
| 1975 | Robert Altman                  | Nashville                                                        | Nashville                                    |
| 1977 | Martin Scorsese                | Taxi Driver                                                      | Taxi Driver                                  |
| 1977 | Luis Buñuel                    | Cet obscur objet du désir                                        | Dieses obskure Objekt der Begierde           |
| 1979 | Terrence Malick                | Days of Heaven                                                   | In der Glut des Südens                       |
| 1980 | Woody Allen                    | Manhattan                                                        | Manhattan                                    |
| 1980 | Robert Benton*                 | Kramer vs. Kramer                                                | Kramer gegen Kramer                          |
| 1981 | Martin Scorsese                | Raging Bull                                                      | Wie ein wilder Stier                         |
| 1982 | Louis Malle                    | Atlantic City                                                    | Atlantic City, USA                           |
| 1983 | Steven Spielberg               | E.T. the Extra-Terrestrial                                       | E.T. – Der Außerirdische                     |
| 1984 | Paolo Taviani Vittorio Taviani | La Notte di San Lorenzo                                          | Die Nacht von San Lorenzo                    |
| 1985 | Robert Bresson                 | L'Argent                                                         | Das Geld                                     |
| 1986 | John Huston                    | Prizzi's Honor                                                   | Die Ehre der Prizzis                         |
| 1987 | David Lynch                    | Blue Velvet                                                      | Blue Velvet                                  |
| 1988 | John Boorman                   | Hope and Glory                                                   | Hope and Glory                               |
| 1989 | Philip Kaufman                 | The Unbearable Lightness of Being                                | Die unerträgliche Leichtigkeit des Seins     |
| 1990 | Gus Van Sant                   | Drugstore Cowboy                                                 | Drugstore Cowboy                             |
| 1991 | Martin Scorsese                | Goodfellas                                                       | GoodFellas – Drei Jahrzehnte in der Mafia    |
| 1992 | David Cronenberg               | Naked Lunch                                                      | Naked Lunch                                  |
| 1993 | Clint Eastwood*                | Unforgiven                                                       | Erbarmungslos                                |
| 1994 | Steven Spielberg*              | Schindler's List                                                 | Schindlers Liste                             |
| 1995 | Quentin Tarantino              | Pulp Fiction                                                     | Pulp Fiction                                 |
| 1996 | Mike Figgis                    | Leaving Las Vegas                                                | Leaving Las Vegas                            |
| 1997 | Lars von Trier                 | Breaking the Waves                                               | Breaking the Waves                           |
| 1998 | Curtis Hanson                  | L.A. Confidential                                                | L.A. Confidential                            |
| 1999 | Steven Soderbergh              | Out of Sight                                                     | Out of Sight                                 |
| 2000 | Mike Leigh                     | Topsy-Turvy                                                      | Topsy-Turvy – Auf den Kopf gestellt          |
| 2001 | Steven Soderbergh*             | Erin Brockovich Traffic                                          | Erin Brockovich Traffic – Macht des Kartells |
| 2002 | Robert Altman                  | Gosford Park                                                     | Gosford Park                                 |
| 2003 | Roman Polański*                | The Pianist                                                      | Der Pianist                                  |
| 2004 | Clint Eastwood                 | Mystic River                                                     | Mystic River                                 |
| 2005 | Zhang Yimou                    | 英雄 (Yīngxióng) 十面埋伏 (Shi mian mai fu)                      | Hero House of Flying Daggers                 |
| 2006 | David Cronenberg               | A History of Violence                                            | A History of Violence                        |
| 2007 | Paul Greengrass                | United 93                                                        | Flug 93                                      |
| 2008 | Paul Thomas Anderson           | There Will Be Blood                                              | There Will Be Blood                          |
| 2009 | Mike Leigh                     | Happy-Go-Lucky                                                   | Happy-Go-Lucky                               |
| 2010 | Kathryn Bigelow*               | The Hurt Locker                                                  | Tödliches Kommando – The Hurt Locker         |
| 2011 | David Fincher                  | The Social Network                                               | The Social Network                           |
| 2012 | Terrence Malick                | The Tree of Life                                                 | The Tree of Life                             |
| 2013 | Michael Haneke                 | Amour                                                            | Liebe                                        |
| 2014 | Ethan und Joel Coen            | Inside Llewyn Davis                                              | Inside Llewyn Davis                          |
| 2015 | Richard Linklater              | Boyhood                                                          | Boyhood                                      |
| 2016 | Todd Haynes                    | Carol                                                            | Carol                                        |
| 2017 | Barry Jenkins                  | Moonlight                                                        | Moonlight                                    |
| 2018 | Greta Gerwig                   | Lady Bird                                                        | Lady Bird                                    |
| 2019 | Alfonso Cuarón*                | Roma                                                             | Roma                                         |
| 2020 | Greta Gerwig                   | Little Women                                                     | Little Women                                 |
| 2021 | Chloé Zhao*                    | Nomadland                                                        | Nomadland                                    |
| 2022 | Ryūsuke Hamaguchi              | ドライブ・マイ・カー (Doraibu mai kā) 偶然と想像 (Gūzen to sōzō) | Drive My Car Das Glücksrad                   |

* = Regisseure, die für ihren Film später den Oscar als Bester Regisseur des Jahres gewannen